# エオス (小惑星)
エオス (221 Eos) は、小惑星帯に位置する大きな小惑星の一つで、K型小惑星に属する。エオス族の名前の由来になった。
1882年1月18日にオーストリアの天文学者、ヨハン・パリサがウィーンで発見し、ギリシア神話の暁の女神エーオースにちなんで命名された。